# 石原優子
石原 優子（いしはら ゆうこ、1985年9月2日 - ）は、日本のローカルアイドルグループ、サンフラワーのメンバー。呼称は「yu-ko」「ユーコ」。広島県広島市出身。血液型はA型。

## 人物・概要
- 広島を中心に活動するロコドル「サンフラワー」に結成当初から在籍するメンバーであり、サンフラワーの前身ユニット「プリンセスパラダイス」が1999年に結成した当時からの古参メンバーでもある。サンフラワーで一番背が低い。自称150cmだがどうもあやしい。
- サンフラワー内デュオ「スリーピート」をmakiko（徳満真紀子）と組んでいる。スリーピート（sleepeat）は「食っちゃ寝」の意味。映画「未来への贈りもの」の主題曲「願い星」をインディーズリリースしている。
- 「Rising Power House」という4人組のユニットをサンフラワーメンバーのnachi（角島奈知）、ボスリカ（=rika(熊本梨佳)）、男性ヴォーカリストHIRO（中野ひろゆき）らと結成している。ユニット名には「日いづる国」という意味が含まれており、海外でも活動できるようにと名づけられた。yu-koは歌姫と称しメインヴォーカルを担当。
- ユニット「Dreamest」の活動も行う。サンフラワーで現在[いつ?]唯一音楽活動を続けているyu-koとBeefman（サンフラワーのプロデューサー・モーチャン）の2人で活動している。
- 2013年にアコースティックユニット「'Estacion（エスタシオン）」をyu-koのほか、カヤグム奏者sangmi（サンミ）、パーカッションのnatsuko（ナツコ）のトリオで結成。オリジナルナンバーのほかアイドル系やアニメソングもレパートリーに持ち、サポートメンバーとしてベーシストの渡辺を迎えたことでさらに音に厚みが加わり広島を中心に活動。